# Liste de musées au Cameroun
Pour les autres articles nationaux ou selon les autres juridictions, voir Liste des musées par pays.
Cet article présente une liste non exhaustive de musées au Cameroun, classés par ville. 
Parmi ces musées, il y a certains qui sont du domaine public et relèvent du gouvernement comme les : Musée National du Cameroun ; Musée multiculturel des Baka de Mayos ; Musée d’Art Local de Maroua ; Musée d’Art Local de Mokolo ; Musée Public de Bamenda ; Musée départementale de Ménoua ; Musée des Arts et Traditions Bamoum,,,,,,,,.

## Généralités
Les sites touristiques proposent la visite des musées du Cameroun,. L'art camerounais s'exporte à travers des coopérations avec des musées en dehors de ses frontières comme avec le Musée de Rietberg à Zurich en Suisse.

## Liste

### Dschang
- Musée des civilisations de Dschang

### Bandjoun
- Musée de Bandjoun

### Foumban
- Musée des rois Bamouns

### Douala
- Musée de Douala
- Musée maritime de Bonanjo

### Yaoundé
- Musée national du Cameroun
- Musée d'Art camerounais
- Musée des peuples de la forêt

### Baham
- Musée de Baham

### Mankon
- Musée de Mankon

### Babungo
- Musée de Babungo

### Melong
- Lenale ndem Museum

| N° d’ordre | Région/Département | Commune  | Nom usuel                          | appellation | thème | Classement au Cameroun | Classement à l'Unesco | Illustration |  |
| ---------- | ------------------ | -------- | ---------------------------------- | ----------- | ----- | ---------------------- | --------------------- | ------------ |  |
| 1          | Douala             | Douala   | Musée de Douala                    | musée       | -     | oui                    | non                   |              |  |
| 2          | Yaoundé            | Yaoundé  | Musée national du Cameroun         | -           | -     | oui                    |                       |              |  |
| 3          | Yaoundé            | Yaoundé  | Musée d'Art camerounais            | -           | -     | oui                    | -                     |              |  |
|            | Yaoundé            | Yaoundé  | Musée des peuples de la forêt      | musée       |       |                        |                       |              |  |
| 4          | Foumban            | Foumban  | Musée privé du Sultan de Foumban   | -           | -     | oui                    |                       |              |  |
| 5          | Dschang            | Dschang  | Musée des civilisations de Dschang | -           | -     | -                      | -                     |              |  |
| 6          | -                  | Bonanjo  | Musée maritime de Bonanjo          | musée       | -     | -                      | -                     |              |  |
| 7          | -                  | Melong   | Lenale ndem Museum                 | musée       | -     | -                      | -                     |              |  |
| 8          | -                  | Baham    | Musée de Baham                     | musée       | -     | -                      | -                     |              |  |
| 9          | -                  | Bandjoun | Musée de Bandjoun                  | musée       | -     | -                      | -                     |              |  |
| 10         | -                  | Mankon   | Musée de Mankon                    | musée       | -     | -                      | -                     |              |  |
| 11         | -                  | Babungo  | Musée de Babungo                   | musée       | -     | -                      | -                     |              |  |
| 12         | -                  |          |                                    |             |       |                        |                       |              |  |